# Bernard Debré
Pour les autres membres de la famille, voir Famille Debré.
 (septembre 2020).
Si vous disposez d'ouvrages ou d'articles de référence ou si vous connaissez des sites web de qualité traitant du thème abordé ici, merci de compléter l'article en donnant les références utiles à sa vérifiabilité et en les liant à la section « Notes et références ».
Bernard Debré, né le 30 septembre 1944 à Toulouse et mort le 13 septembre 2020 à Paris, est un urologue et homme politique français. 
Fils du Premier ministre Michel Debré, il est notamment député d’Indre-et-Loire puis de Paris entre 1986 et 2017, maire d'Amboise de 1992 à 2001 et ministre de la Coopération en 1994-1995.

## Biographie
Bernard Debré est le petit-fils de Robert Debré et de Charles Lemaresquier, le fils de Michel Debré, le frère (faux-jumeau) de Jean-Louis Debré, a deux frères aînés Vincent et François (ce dernier meurt le lendemain du décès de Bernard Debré). Il est père de cinq enfants.
Professeur des universités-praticien hospitalier (1980), chef du service d'urologie à l'hôpital Cochin (1990), membre de la Société française de chirurgie, des sociétés française, européenne et internationale d'urologie. C'est dans son service, à l'hôpital Cochin que le président François Mitterrand fut opéré le 11 septembre 1992 de la prostate par le professeur Adolphe Steg. À l'issue de cette opération, il déclare que « tout est bénin ». Entre 1986 et 1988, il est membre du Comité consultatif national d'éthique (CCNE) sur nomination de Jacques Chirac et à nouveau membre de mars 2008 à sa mort en 2020, sur nomination de Nicolas Sarkozy. À partir du 8 octobre 2010, il est membre de l'Académie des sciences d'outre-mer.
Bernard Debré meurt des suites d’un cancer le 13 septembre 2020, à l’âge de 75 ans à Paris, quelques heures avant le décès de son frère François. Il est inhumé à Préfailles, le 18 septembre 2020.

### Carrière politique
Bernard Debré est conseiller municipal (1989-1992) puis maire d'Amboise (1992-2001) et membre du conseil général d'Indre-et-Loire, vice-président du conseil général d'Indre-et-Loire (1992-1994). Entre 1986 et 1994, il est député d'Indre-et-Loire, inscrit au groupe du Rassemblement pour la République (RPR).
Il est nommé ministre de la Coopération du gouvernement Édouard Balladur (du 12 novembre 1994 au 18 mai 1995). À l'élection présidentielle de 1995, il rallie le camp du Premier ministre.
Entre 2004 et 2017, il est député de la 15e circonscription de Paris à la suite de sa candidature à l'élection législative partielle des 20 et 27 juin 2004 dans cette 15e circonscription de Paris (nord du 16e arrondissement). Candidat dissident sans étiquette soutenu par le député sortant Gilbert Gantier, il a ainsi obtenu près de 59 % des suffrages, contre 20 % à son adversaire malheureux, l'UMP Laurent Dominati, qui rate son parachutage dans l'ouest parisien après son échec en 2002 dans le centre de Paris, ancienne terre d'élection de son père Jacques Dominati, où il n'est pas réélu. Une fois élu, il s'inscrit au groupe UDF à l'Assemblée nationale comme apparenté, puis change de camp, en passant à l'UMP, toujours comme apparenté. En 2007, à la suite de sa réélection, il adhère pleinement au groupe UMP, sans être toutefois encarté dans ce parti. Bernard Debré ne se représente pas aux élections législatives de 2017.
Bien qu'il souhaite se présenter à la mairie de Paris en 2008, sans se soumettre au système des primaires à l'UMP pour les municipales, il annonce en décembre 2005 qu'il souhaitait rejoindre l'UMP, auquel il est apparenté à l'Assemblée nationale. La même année, il crée l'association « Pour Paris », pour préparer sa candidature pour le scrutin municipal de 2008. Par ce biais, il veut éviter de passer par le système des primaires de l'UMP, qui doit désigner le candidat officiel du parti présidentiel. À la veille des élections municipales, il conteste toujours le leadership de l'opposition à Françoise de Panafieu qui a été désignée tête de liste par les militants, tout comme le député Pierre Lellouche, qui lui était arrivé avant-dernier aux primaires de l'UMP. Cependant, Bernard Debré déclare être prompt à négocier pour laisser la place à la députée-maire du 17e. Après avoir ouvertement ambitionné de devenir maire de Paris, puis maire du 16e arrondissement, il n'est finalement que troisième sur la liste UMP de ce même arrondissement, et, à l'issue du scrutin, devient conseiller de Paris et conseiller d'arrondissement.
Le 5 novembre 2012, il annonce qu'il est candidat à la mairie du 17e arrondissement de Paris en 2014. Un accord est finalement trouvé avec la maire sortante Brigitte Kuster et il figure en deuxième position sur sa liste, qui est reconduite, Bernard Debré étant donc réélu conseiller de Paris.
Il soutient François Fillon pour la primaire présidentielle des Républicains de 2016. Dans l'entre-deux-tours de l'élection présidentielle de 2017 qui oppose Marine Le Pen à Emmanuel Macron, il annonce qu'il votera pour le candidat En marche. Il sera toutefois critique de la politique sanitaire de la France, déjà entamée à cette date.

### Autres engagements
Dans les années 1980, Bernard Debré signe dans Contrepoint, revue officieuse du Club de l'horloge.
Il est membre du comité d'honneur du Mouvement initiative et liberté.
Il intervient de temps en temps dans l'émission Les Grandes Gueules sur RMC et est régulièrement invité chez Franz-Olivier Giesbert sur France 3, dans son émission culturelle Culture et dépendances.
Il écrit régulièrement dans l'hebdomadaire Valeurs actuelles.
Il est l'un des trente-cinq membres signataires de la charte fondatrice de la Droite populaire, collectif parlementaire qu'il quittera par la suite.
Il est l'auteur d'une vingtaine d'ouvrages se répartissant entre la médecine, la pharmacologie, la philosophie et deux études sur le Rwanda dans lesquelles il tente de réhabiliter l'image de la France au sujet du génocide des Tutsis.
En 2012, Bernard Debré cosigne avec Philippe Even l'ouvrage Guide des 4 000 médicaments utiles, inutiles ou dangereux. Le 17 mars 2014, les deux auteurs sont condamnés  par la chambre disciplinaire de première instance de l'ordre des médecins d'Île-de-France à une sanction d'interdiction d'exercer la médecine pendant un an, dont six mois avec sursis, au motif qu'il convient « d'éviter de mettre en cause la compétence et l'honnêteté de médecins, notamment allergologues et cardiologues » et que « par [le] caractère catégorique, voire péremptoire de leurs affirmations, les auteurs ont, au mépris de leurs obligations déontologiques, entendu donner aux ouvrages incriminés un tour spectaculaire non dépourvu de visées commerciales »,. Le 8 décembre 2015, la chambre disciplinaire nationale de l'ordre des médecins casse en appel la décision de première instance et lève l'interdiction d'exercer. Les auteurs écopent d'un simple blâme.

## Détail des mandats et fonctions

### Au gouvernement
- 12 novembre 1994 - 11 mai 1995 : ministre de la Coopération du gouvernement Édouard Balladur

### À l’Assemblée nationale
- 1986-1988 : député d'Indre-et-Loire
- 1988-1994 puis 1995-1997 : député de la 2ème circonscription d'Indre-et-Loire
- 2004-2012 : député de la 15e circonscription de Paris
- 2012-2017 : député de la 4e circonscription de Paris

### Au niveau local
- 1989-2001 : conseil municipal d'Amboise
- 1992-1994 : vice-président du conseil général d’Indre-et-Loire
- 1992-2001 : maire d'Amboise
- 2008-2020 : conseiller de Paris

### Autres
- Président de la Fondation santé des étudiants de France
- Membre du Comité consultatif national d'éthique
- Membre de l'Académie des sciences d'outre-mer

## Ouvrages
- Un traité d’urologie, tomes 1, 2, 3, 4, 1985
- La France malade de sa santé, Paris, La Table Ronde, 1982
- Le Voleur de vie (La Bataille du Sida), 1989
- L’Illusion humanitaire, 1997
- Le Retour du Mwami, 1998
- La Grande Transgression, 2000 (Prix Louis Pauwels 2001)
- Tout savoir sur la prostate, 2001
- Le Suicide de la France (en coll.), 2002
- Avertissement aux malades, aux médecins et aux élus (2002, en collaboration avec Philippe Even) et De la mauvaise conscience en général et de l'Afrique en particulier, 2003
- Nous t'avons tant aimé. L'euthanasie, l'impossible loi, 2004
- Le Roman de Shanghai, 2005
- La Revanche du serpent ou la fin de l'homo sapiens, 2005  (ISBN 2-74910475-0)
- La Véritable Histoire des génocides rwandais, Paris, Jean-Claude Gawsewitch, 2006
- Savoir et pouvoir, pour une nouvelle politique de la recherche et du médicament, Paris, Le Cherche midi (2006, en collaboration avec Philippe Even)
- Et si l'on parlait d'elle ? 2007  (ISBN 978-2-268-06157-3)
- Dictionnaire amoureux de la médecine, Paris, Plon, 2008  (ISBN 2-25920571-2)
- Le Petit Roman de Shanghai, Paris, Le Rocher, 2010  (ISBN 978-2-26806925-8)
- De l’éthique ou le choix de l'homme - Petit traité subversif sur l'homme, ses arrangements avec Dieu, Le diable, la vie, la mort, l'avenir, Paris, Desclée de Brouwer, 2011  (ISBN 978-2-22006306-5)
- Les Leçons du Mediator - L’intégralité du rapport sur les médicaments, Paris, Le Cherche Midi, 2011  (ISBN 978-2-74912173-4)
- Guide des 4000 médicaments utiles, inutiles ou dangereux (en collaboration avec Philippe Even), Paris, Le Cherche Midi, 2012  (ISBN 2749121418)
- Des savants et des dieux, Paris, Le Cherche Midi, 2013  (ISBN 2749127211)
- Un homme d’action, Paris, Stock, 2015  (ISBN 978-2-234-07101-8)

## Décorations
- Chevalier de la Légion d'honneur.
- Grand officier de l'ordre du Mono (Togo).
- Commandeur dans l'ordre national du Congo
- Commandeur dans l'ordre national de la Côte d'Ivoire.
- Commandeur dans l'ordre national du Gabon.